# Turandot (Busoni)
Para la ópera de Giacomo Puccini, véase Turandot.
Turandot (BV 273) es una ópera del año 1917 con diálogo hablado y en dos actos de Ferruccio Busoni. Busoni preparó su propio libreto, en alemán, basándose en la obra del conde Carlo Gozzi. La música de la ópera de Busoni se basa en música incidental, y se relaciona con la Suite Turandot (BV 248), que Busoni había escrito en 1905 para una producción de la obra de Gozzi. La ópera se interpreta a menudo como parte de un doble programa con la anterior obra en un acto de Busoni Arlecchino o las ventanas.

## Historia de la ópera

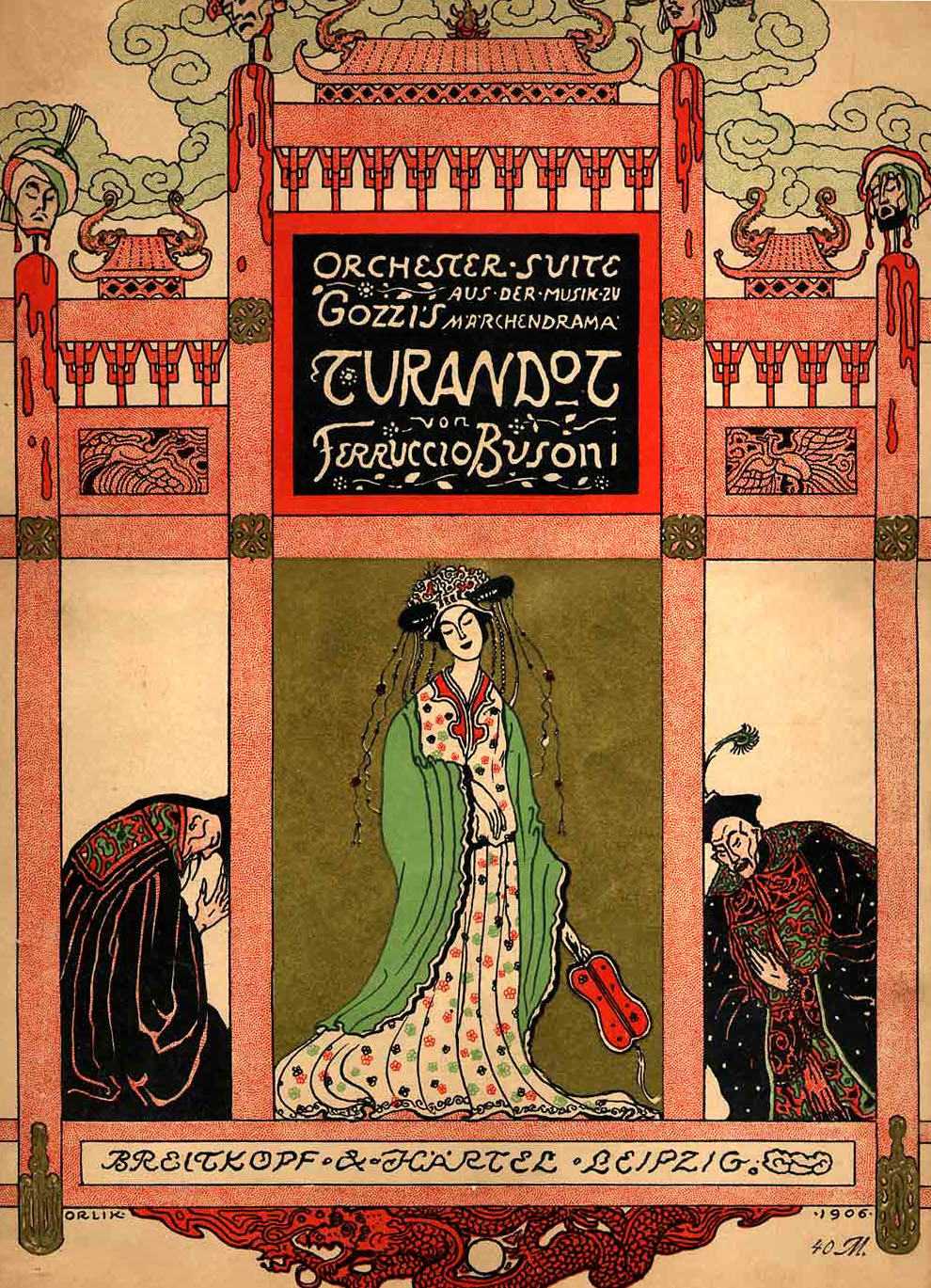
Portada para la partitura de Ferruccio Busoni Suite Turandot, Op.41.

El Turandot de Gozzi, de una u otra forma, ocupó a Busoni en varias ocasiones entre los años 1904-1917. Le eran muy queridos los cuentos fantásticos y mágicos: su obra inmediatamente precedente fue el Concierto para piano Op. 39 BV247, que incluía música de una adaptación inacabada de Aladdin de Oehlenschläger. 
En 1904 Busoni empezó a bosquejar música incidental de la fábula china de Gozzi. También organizó una suite para concierto, que se interpretó por vez primera en 1905 y se publicó en 1906. Una producción de la obra de Gozzi con música de Busoni la montó Max Reinhardt en Berlín en 1911, y por segunda y última vez en Londres en 1913. 
Después de estallar la Primera Guerra Mundial, Busoni, como italiano, encontró cada vez más difícil permanecer en Berlín y al final se trasladó a la neutral Zúrich donde no tenía que tomar partido. Entre finales de 1915 y agosto de 1916 estuvo ocupado escribiendo su ópera en un acto, Arlecchino, pero el Teatro de la ópera en Zúrich no deseaba montar una producción sin una pieza que lo acompañara. Rápidamente escribió un libreto en alemán basándose en el Turandot original de Gozzi y adaptó su música incidental de Turandot en una breve ópera de dos actos con algo de diálogo hablado.
Busoni terminó la ópera Turandot en breve tiempo (300 páginas en 100 días) a finales del año 1916, y fue interpretada por primera vez con Arlecchino como un programa doble - Busoni dirigiendo - en el Teatro de ópera de Zúrich el 11 de mayo de 1917. Turandot y Arlecchino se interpretaron por vez primera en Alemania el 20 de octubre de 1918 en Fráncfort del Meno con Gustav Brecher como director, y de nuevo a partir del 26 de enero de 1919 en la ópera de Colonia, dirigida por Otto Klemperer quien recientemente había sido nombrado "Primer director." La primera interpretación en Italia (sin Arlecchino) fue el 29 de noviembre de 1936 en Roma, dirigida por Fernando Previtali. Previtali, un defensor de Busoni, realizó representaciones en otras ciudades italianas y llevó a cabo el estreno de la ópera en el Teatro Colón de Buenos Aires en 1964. La primera interpretación en Inglaterra fue en Londres el 19 de agosto de 1966, en una traducción al inglés de Lionel Salter. Se estrenó en Estados Unidos en forma de concierto el 10 de octubre de 1967 en el Philharmonic Hall de Nueva York.
Esta ópera rara vez se representa en la actualidad; en las estadísticas de Operabase aparece con sólo 3 representaciones en el período 2005-2010.

## Personajes
| Personajes                                                                 | Tesitura     | Elenco del estreno, 11 de mayo de 1917 (Director: Ferruccio Busoni) |
| -------------------------------------------------------------------------- | ------------ | ------------------------------------------------------------------- |
| Altoum, emperador                                                          | bajo         | Laurenz Saeger-Pieroth                                              |
| Turandot, su hija                                                          | soprano      | Inez Encke                                                          |
| Adelma, su confidente                                                      | mezzosoprano | Marie Smeikal                                                       |
| Kalaf                                                                      | tenor        | August Richter                                                      |
| Barak, su sirviente                                                        | barítono     | Tristan Rawson                                                      |
| Reina madre de Samarcanda, una mora                                        | soprano      | Elisabeth Rabbow                                                    |
| Truffaldino, jefe eunuco                                                   | tenor        | Eugen Nusselt                                                       |
| Pantalone, ministro                                                        | bajo         | Heinrich Kuhn                                                       |
| Tartaglia, ministro                                                        | bajo         | Wilhelm Bockholt                                                    |
| Un cantante                                                                | mezzosoprano | Marie Smeikal                                                       |
| El verdugo                                                                 | papel mudo   | Eduard Siding                                                       |
| Ocho doctores, coro de esclavos, danzarinas, plañideras, eunucos, soldados |              |                                                                     |

## Grabaciones
Busoni: Arlecchino & Turandot - Coro y orquesta de la Ópera de Lyon
- Director: Kent Nagano
- Principales cantantes: Mechthild Gessendorf (Turandot); Stefan Dahlberg (Kalaf); Franz-Josef Selig (Altoum); Gabriele Sima (Adelma); Falk Struckman (Barak); Anne-Marie Rodde (Reina Madre); Markus Schäfer (Truffaldino); Michael Kraus (Pantalone); Wolfgang Holzmair (Tartaglia)
- Sello discográfico: Virgin Classics VCD7 59313-2  (2 cedés)

Busoni: Turandot - Orquesta Sinfónica Alemana de Berlín.
- Director: Gerd Albrecht
- Principales cantantes: René Pape (Altoum); Linda Plech (Turandot); Gabriele Schreckenbach (Adelma); Josef Protschka (Kalaf); Friedrich Molsberger (Barak); Celina Lindsley (Reina Madre); Robert Wörle (Truffaldino); Johannes Werner Prein (Pantalone); Gotthold Schwarz (Tartaglia)
- Sello discográfico: Capriccio 60 039-1  (1 CD)